# Brule (hrabstwo Douglas)
Brule – jednostka osadnicza w Stanach Zjednoczonych, w stanie Wisconsin, w hrabstwie Douglas.